# 残疾人攀岩
残疾人攀岩即残疾运动员参加的运动攀岩项目。赛事分级系统规定了参加该赛事的要求，并将合资格者按残疾影响程度进行分类。
比赛的运动分类将残疾人攀岩与一般的展能攀岩区分开来。

## 赛事分级
残疾人攀岩按残疾类别与活动能力分级。国际运动攀登总会（IFSC）编制了分级规则，这亦被美国攀岩组织（USA Climbing）采用。
赛事分级如下 ： 
- 神经/身体残疾（RP1、RP2、RP3）
- 视觉障碍（B1、B2、B3）
- 上肢截肢（AU2、AU3）
- 下肢截肢（AL2）
- 坐式（AL1）
- 青年（16周岁以下）
- 公开（无分级）

参加国际运动攀登总会认可的赛事的运动员须经分级以获得官方参赛等级。美国攀岩组织残疾人攀岩分级制度遵循此规，并按年更新。

## 比赛形式
竞技攀岩有三种赛制：先锋赛、速度赛和抱石赛。先锋赛是主流赛制。参赛者以其在坠落前达到的最高分数排名。参赛者会尝试未知路线，直至坠落。如有多名选手到达相同高度，则根据上一轮的成绩或攀登时间来决定排名。
美国攀岩组织全国残疾人攀岩比赛采取以下赛制：
- 第一比赛日：资格赛
- 第二比赛日：决赛

运动员会选择参加公开级比赛或按IFSC的分级参赛。

## 各国赛事
全美残疾人攀岩锦标赛
美国攀岩组织每年都会组织残疾人锦标赛，以选拔参加国际赛事的运动员。参赛选手须有攀岩组织残疾攀岩成员资格并完成分级。参加公开赛者不受此限。
IFSC世界杯及世锦赛
残疾人攀岩世界杯每年举办一次。每两年，残疾人攀岩世界锦标赛与攀岩世界锦标赛同时举行。
在全美残疾人攀岩比赛表现优异者可或IFSC邀请参加世锦赛及世界杯。

## 列入残奥
2023年1月，国际残奥委会将攀岩项目列入2028年残奥会候选项目名单。次年6月13日，洛杉矶奥组委确定新增这一项目。

## 项目历史
國際運動攀登總會自2006年起开始主办残疾人攀岩项目。随着赛事发展，IFSC自2010年起开始举办巡回赛，2011年开始举办世锦赛。残疾人世锦赛和常规世锦赛同时举办，使残疾人与健全人同台竞争。
2017年1月，國際帕拉林匹克委員會承认IFSC为“受认可的国际赛事组织”。
2024年6月，洛杉矶奥组委宣布拟在残奥会设置攀岩项目，标志着该运动首次登上残奥会舞台。

## 赛事发展
2018年10月，IFSC宣布一项发展残疾人攀岩的计划。该机构的2020-2028年战略计划包括“使残疾人攀岩运动专业化，以满足国际残奥委会标准，并力争将其纳入未来的洛杉矶残奥会”。
2023年，官方计划在奥地利因斯布鲁克、瑞士维拉尔和美国某地举办残疾人攀岩世界杯，并在伯尔尼举办世锦赛。
2023年1月，国际残奥委会将攀岩等两个项目列入洛杉矶残奥会新增项目候选名单，供奥组委决定。2024年6月，奥组委决定新增攀岩项目。